# 戈達德 (堪薩斯州)
戈達德（英語：Goddard）是一個位於美國堪薩斯州塞奇威克縣的城市。

## 地方資料
根據2020年美國人口普查的數據，戈達德的面積為12.84平方千米，當中陸地面積為12.70平方千米，而水域面積為0.14平方千米。當地共有人口5084人，而人口密度為每平方千米395.95人。